# トラベルコート
トラベルコートは、2005年4月から2012年までJR大阪駅の構内にあった仮設の駅舎である。

## 概要
JR大阪駅再開発工事に伴い、仮設店舗としてJR大阪駅桜橋口に2005年4月に開業した。
鉄骨2階建てで、1階は高速バス乗り場であったが2011年6月1日に大阪駅北側へ移転した。また2階と1階の一部を駅事務室や忘れ物承り所、店舗として運用していたが駅事務室と忘れ物承り所は2012年7月2日に移転した。
旧ギャレ大阪跡地に2012年10月31日、商業施設「エキマルシェ大阪」が開業したのに伴い、駅東側にあるフロートコートが2012年6月30日に全店舗の営業を終了し閉鎖。トラベルコートも同年12月から撤去を開始し、2013年6月に解体が終了。跡地は駅前広場としてタクシー乗り場などが整備された。

## 主なテナント
- 日本旅行（Tis大阪支店に統合）
- 駅レンタカー
- JTB（2012年10月30日に閉店。その後大阪ステーションシティ支店として構内数ヶ所に出店）
- JR四国ワープ梅田支店（2011年3月27日に閉店。その後JR四国大阪営業部の所在する北区芝田の共栄ビル3階に移転）